# 금의위: 용태자의 난
《금의위: 용태자의 난》(영어: The Imperial Guards-Rising Guard)은 2018년에 개봉한 중국의 무협 영화이다. 손전림이 감독을 맡았다.

## 줄거리
명나라 정덕 8년, 황제를 죽이고 황위를 차지하려는 신비한 인물 용태자, 그는 암살 명단을 작성하고 황제의 측근인 보황파 중신들을 한 명씩 죽이기 시작한다.
그때 강호를 떠돌던 대협 철숭명은 금의위의 부탁으로 목숨을 걸고 조정에 마지막 남은 중신을 엄호하게 되는데…
반역을 꾀하는 용태자와 황제를 지키려는 무림 고수 철숭명의 숨막히는 대결이 시작된다!

## 출연
- 이광빈